# Gladbach (Mönchengladbach)
Pour les articles homonymes, voir Gladbach.
Gladbach est une ancienne commune des états prussiens dans la Rhénanie prussienne, à 23 km de Dusseldorf près de la Niers devenue aujourd'hui un quartier de Mönchengladbach. 

## Description
Peuplée à la fin du XIXe siècle de 31 970 habitants, la ville a été renommée pour ses toiles, ses rubans de fil et ses blanchisseries. 
Au 31 décembre 2018, le quartier était peuplé de 11 929 habitants sur une superficie de 1,643 km2.
Le quartier abrite l'Abbaye de Mönchengladbach et le Museum Abteiberg. 